# Patrick Maitland, 17. Earl of Lauderdale
Patrick Francis Maitland, 17. Earl of Lauderdale FRGS (* 17. März 1911 in Walsall, England; † 2. Dezember 2008 in London) war ein britischer Politiker der Conservative Party.

## Leben und Karriere
Maitland besuchte das Lancing College, West Sussex, und studierte dann am Brasenose College der University of Oxford. Nach erfolgreichem Abschluss des Studiums wurde er Journalist. Er arbeitete insbesondere während des Zweiten Weltkriegs als Auslands- und Kriegsberichterstatter für The Times und verschiedene andere Zeitungen, zeitweise auch im Foreign Office.
1951 wurde Maitland in das House of Commons gewählt. Er hatte dort verschiedene Ämter in parlamentarischen Ausschüssen und Komitees, bis er 1959 nicht wiedergewählt wurde. Beim Tode seines Bruders erbte er dessen Titel und den damit verbundenen Sitz im House of Lords. Auch dort übernahm Maitland wieder Aufgaben in parlamentarischen Gremien. Er gehörte dem rechten Flügel der Conservative Party an und war für mehrere pressure groups am rechten Rand der Partei tätig. 1999 verlor er seinen Sitz durch den House of Lords Act 1999.
Maitland war außerdem Director von Elf Aquitaine im Vereinigten Königreich und Mitglied der Royal Geographical Society. Als Earl of Lauderdale war er Chief des Clan Maitland und als erblicher Träger der schottischen Nationalfahne Inhaber eines wichtigen Amtes am Hof für Schottland.

## Familie
Von 1936 bis zu ihrem Tod im Jahre 2003 war er mit Stanka Losanitch verheiratet. Das Ehepaar hatte zwei Söhne und zwei Töchter. Beim Tode von Maitland erbte der ältere Sohn den Titel.

## Werke
- 1945: European Dateline
- 1957: Task for Giants